# Lithium (singel av Evanescence)
"Lithium" är en låt av det amerikanska rockbandet Evanescence, utgiven som den andra singeln från albumet The Open Door den 8 januari 2007. Det är deras första singel som skrevs helt och hållet av sångerskan Amy Lee. Låten har ingen anknytning med Nirvana-låten med samma namn, vilket många fans av misstag trodde innan utgivningen. För att vara en rockballad är "Lithium" mycket tyngre än pianoballaden "My Immortal" från albumet Fallen. På singeln hittar man b-sidan "The Last Song I'm Wasting On You", också skriven av Lee.

## Bakgrund
"Lithium" är skriven av sångerskan Amy Lee som beskriver den som en låt som "omfamnar känslan över att inte känna något". Under en intervju med VH1 kommenterade Lee:
| ” | I wrote the chorus on the guitar when I was about 16. I always thought it was a cool chorus, but I never used it for anything. I started playing it on the piano and the verses came out. I have a pile of pieces stowed away in my mind that maybe I'll use some day. In a way it's an old song, but not really. It grew up. | „ |

I en annan intervju med MTV Italy nämnde Lee:
| ” | It's not literal, it's not literal about the drug for me, I've never taken lithium before. It's sort of a metaphor about numbness and happiness and sort of like, it's me looking at happiness in a negative way because I've always been, you know, kind of afraid to be happy. Like with the band and the art and everything else, it's always like I'm never letting myself break through into the happiness it seems like, because it's not cool or something. And describing happiness is lithium, it's like saying 'that's numbness, I won't be able to be an artist anymore if I'm happy', which is hilarious because that's just not true, I'm happy. So it's like this fight within the song of like 'do I do this and get out of here and get happy or do I wallow in it like I always do?' and it's cool because at the end of the song I say 'I'm going to let it go', like I am going to be happy. | „ |

## Musikvideo
Musikvideon till låten regisserades av Paul Fedor och filmades mellan 31 oktober och 1 november 2006.

## Låtlista
Enkel-CD och 7" (Wind-Up; 88697 04208 2 / 88697042167)
1. "Lithium" (Lee) – 3:44
2. "The Last Song I'm Wasting On You" (Lee) – 4:07

Maxisingel (Wind-Up; 88697 04206 2)
1. "Lithium" (Lee) – 3:44
2. "The Last Song I'm Wasting On You" (Lee) – 4:07
3. "All That I'm Living For" (Live Acoustic Version; Lee, McLawhorn) – 4:33
4. Video: "Lithium" (Acoustic Version; Lee) – 3:50

## Medverkande
- Amy Lee – sång, piano
- Terry Balsamo – sologitarr
- Troy McLawhorn – kompgitarr, tillagd programmering
- Tim McCord – bas
- Will Hunt – trummor

## Listplaceringar
| Lista (2007)        | Placering |
| ------------------- | --------- |
| Australien          | 26        |
| Belgien (Vallonien) | 13        |
| Italien             | 2         |
| Nederländerna       | 55        |
| Nya Zeeland         | 16        |
| Schweiz             | 40        |
| Sverige             | 23        |
| Österrike           | 41        |

### Fotnoter
1. ↑  Bottomley, C. "Evanescence: Amy Lee Explains the New Songs" Arkiverad 28 oktober 2007 hämtat från the Wayback Machine.. VH1 (18 september 2006). Hämtad 6 november 2006.
2. ↑  "Tutto su Evanescence" Arkiverad 17 oktober 2006 hämtat från the Wayback Machine.. MTV.it. 12 oktober 2006. Hämtad 28 oktober 2006.
3. ↑  Placering på Australiens singellista Arkiverad 23 mars 2012 hämtat från the Wayback Machine.. Läst 6 maj 2011.
4. ↑  Placering på Belgiens singellista (Vallonien). Läst 6 maj 2011.
5. ↑  Placering på Italiens singellista. Läst 6 maj 2011.
6. ↑  Placering på Nederländernas singellista. Läst 6 maj 2011.
7. ↑  Placering på Nya Zeelands singellista Arkiverad 1 december 2011 hämtat från the Wayback Machine.. Läst 6 maj 2011.
8. ↑  Placering på Schweiz singellista. Läst 6 maj 2011.
9. ↑  Placering på Sveriges singellista. Läst 6 maj 2011.
10. ↑  Placering på Österrikes singellista. Läst 6 maj 2011.